# Huerta de la Priora

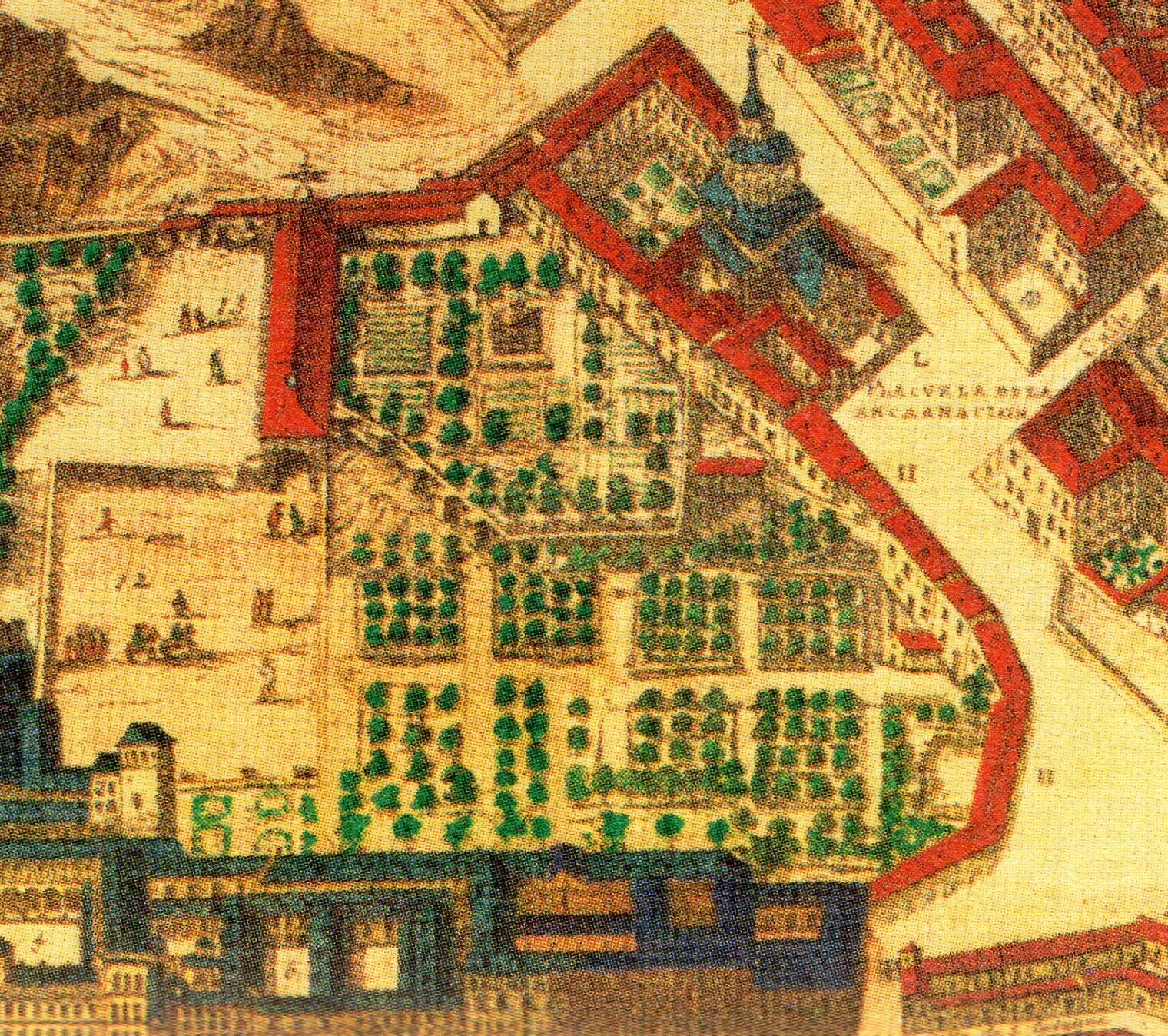
La huerta en el Plano de Teixeira (1656), con el ángulo noreste Alcázar en la parte inferior izquierda y el monasterio de la Encarnación en la zona superior derecha. A la derecha, cerrando la huerta, el conocido como Pasadizo de la Encarnación.

La Huerta de la Priora fue un espacio verde desaparecido, situado al norte del Alcázar de Madrid.

## Historia
El origen de la huerta se debe a Alfonso VIII de Castilla (que reinó desde 1158 hasta 1214), quien mandó formar este espacio como lugar de recreo  para su esposa, Leonor Plantagenet. Se situaba al noreste del Alcázar de Madrid, que por aquel entonces solo estaba constituido por construcciones alrededor de lo que luego sería el patio del Rey.
Entre 1220 y 1250, Fernando III donó esta huerta a la priora del convento de Santo Domingo el Real, que había sido fundado el año anterior. Por este motivo fue conocido como Huerta de la priora.
Hacia 1566 Felipe II compró la casa y jardín del boticario real Diego de Burgos, incluyéndolos en la Huerta de la Priora.
Posteriormente el monarca ordena reformar este espacio: se construye la noria entre 1582 y 1586; y Gaspar Ordóñez reconstruyó el estanque en 1597.Un año después, Honorato Pomar mandó crear dentro de la huerta, un jardín de yerbas, consistente en hierbas medicinales.

## Descripción
El espacio tenía una extensión de unos 17.000 metros cuadrados. Contaba con seis u ocho cuarteles, distintas fuentes y una noria que abastecía de agua la huerta.
Se cultivaban frutales y hierbas de todo tipo.La huerta proveía de verduras y hortalizas a la Casa del Rey.

### Individuales
1. ↑  Esetena. «Los jardines renacentistas del Real Alcázar (3): la Huerta de la Priora y otros jardines». Consultado el 14 de octubre de 2023.
2. ↑  Montero Vallejo, Manuel (1985). «El entorno del alcázar de Madrid durante la Baja Edad Media». En la España medieval (7): 1011-1026. ISSN 0214-3038. Consultado el 15 de octubre de 2023.
3. ↑  Pellicer, Juan Antonio (1803). Disertación Histórico-Geográfica sobre el Origen, Nombre y Población de Madrid. Imp. R. A. de Beneficiencia. p. 85. Consultado el 15 de octubre de 2023.
4. ↑  Rey Bueno, María del Mar; Alegre Pérez, María Esther (2001). «Los destiladores de su majestad: destilación, espagiria y paracelsismo en la corte de Felipe II». Dynamis: Acta hispanica ad medicinae scientiarumque historiam illustrandam (21): 323-350. ISSN 0211-9536. Consultado el 15 de octubre de 2023.
5. ↑  Martínez Ruiz, Enrique (9 de septiembre de 2020). Felipe II: El hombre, el rey, el mito. La Esfera de los Libros. ISBN 978-84-9164-869-7. Consultado el 15 de octubre de 2023.
6. ↑  Aragó, Buenaventura (1877). Tratado de jardineria y floricultura. Lib. de Anllo y Rodriguez. p. 30. Consultado el 15 de octubre de 2023.
7. ↑  Quintana, Geŕonimo de (1629). «Capítulo XXV. Tercera ampliación de Madrid por Carlos Quinto, y Felipe Segundo su hijo». A la muy antigua, noble y coronada villa de Madrid: historia de su antiguedad, nobleza y grandeza. Impr. del Reyno. p. 331. Consultado el 15 de octubre de 2023.
8. ↑  Labrador Arroyo, Félix (2021). «Gestión y producción de las huertas de la Casa de Campo en el siglo XVII». "Las legumbres del rey": mesa y alimentación en la Corte (siglos XVI-XIX), 2021, ISBN 978-84-1377-207-3, págs. 15-42 (Dykinson): 15-42. ISBN 978-84-1377-207-3. Consultado el 15 de octubre de 2023.